# Järvere
Järvere är en ort i Estland. Den ligger i Sõmerpalu kommun och landskapet Võrumaa, i den södra delen av landet, 220 km sydost om huvudstaden Tallinn. Järvere ligger 76 meter över havet och antalet invånare är 211. Den ligger vid sjön Vagula järv.
Terrängen runt Järvere är platt. Runt Järvere är det mycket glesbefolkat, med 7 invånare per kvadratkilometer. Närmaste större samhälle är Võru, 9,1 km öster om Järvere. I omgivningarna runt Järvere växer i huvudsak blandskog.